# Anagraphis
Genre
Synonymes
- Macedoniella Drensky, 1935

Anagraphis est un genre d'araignées aranéomorphes de la famille des Gnaphosidae.

## Distribution
Les espèces de ce genre se rencontrent en Europe du Sud, au Moyen-Orient, en Afrique de l'Est et en Afrique du Nord.

## Liste des espèces
Selon World Spider Catalog (version 25.5, 14/01/2025) :
- Anagraphis incerta Caporiacco, 1941
- Anagraphis karamola Nekhaeva, 2024
- Anagraphis maculosa Denis, 1958
- Anagraphis minima Caporiacco, 1947
- Anagraphis mirifica Ponomarev, 2024
- Anagraphis ochracea (L. Koch, 1867)
- Anagraphis pallens Simon, 1893
- Anagraphis pluridentata Simon, 1897
- Anagraphis pori Levy, 1999
- Anagraphis tajikistanica (Fomichev & Marusik, 2021)

## Systématique et taxinomie
Ce genre a été décrit par Simon en 1893 dans les Drassidae. Il est placé dans les Gnaphosidae par Platnick et Baehr en 2006.
Macedoniella a été placé en synonymie par Bosmans en 2014.

## Publication originale
- Simon, 1893 : « Études arachnologiques. 25e Mémoire. XL. Descriptions d'espèces et de genres nouveaux de l'ordre des Araneae. » Annales de la Société Entomologique de France, vol. 62, p. 299-330 (texte intégral).